# Arristoun

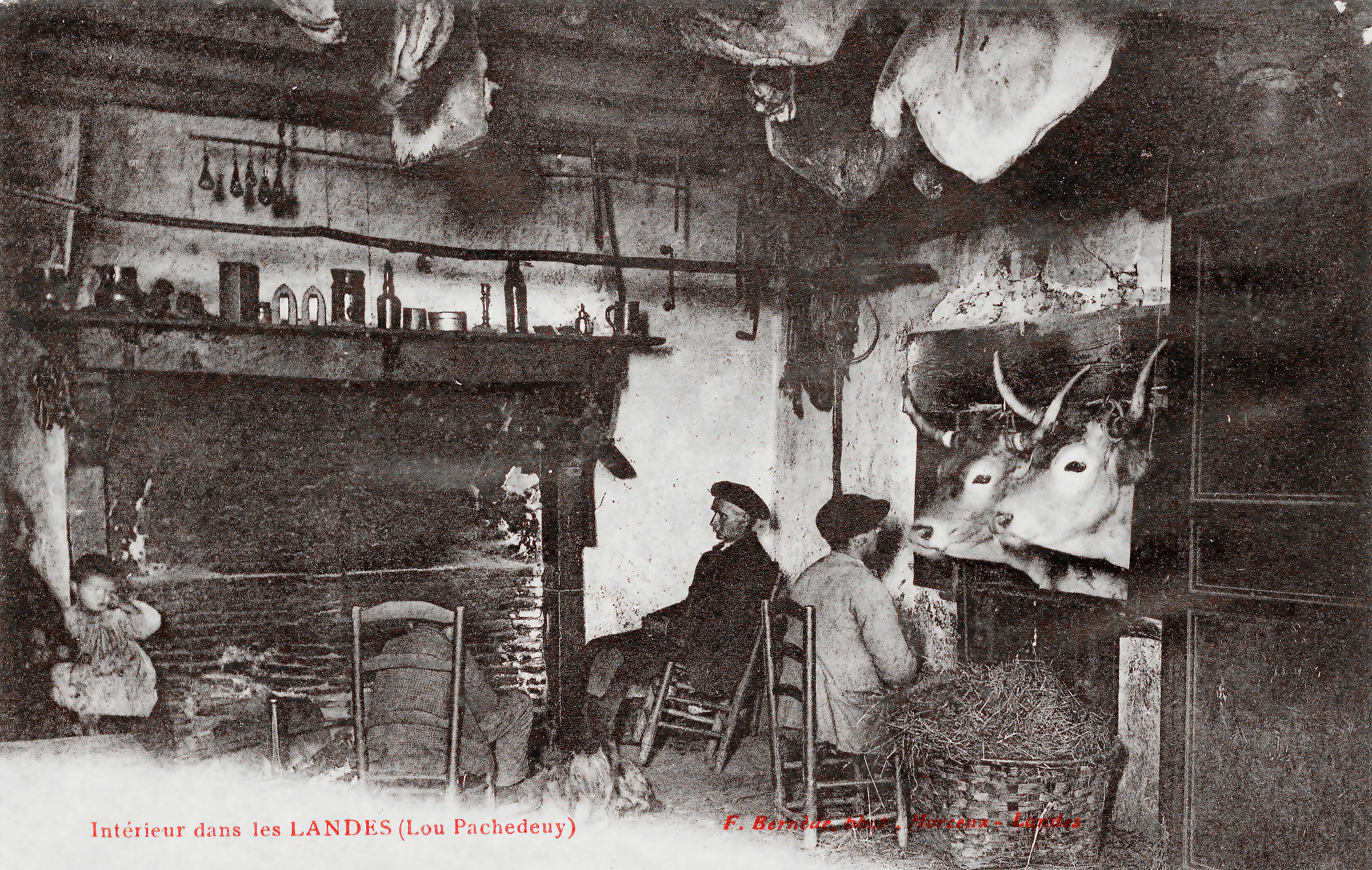
Martin et Jouan, les deux bœufs, nourris avec du fourrage mêlé de son

L'arristoun (ou ristoun) est un terme gascon (ahriston ou hriston) désignant une petite ouverture permettant jadis de nourrir les deux bœufs depuis la grande cuisine (séjour) des maisons landaises.

## Présentation
Dans les Landes de Gascogne, l'habitat rural d'autrefois (localement appelé oustaù) présentait des estaulîs ou des ulheyres, "double ouverture pratiquée dans la cloison de l'étable des bœufs et que ferment deux petites portes liées l'une à l'autre et glissant dans une rainure à hauteur d'appui. C'est par cette sorte de guichet – donnant souvent dans la cuisine sur l'un des deux côtés du foyer, mais toujours dans une pièce munie d'une cheminée –, que les bœufs passent leur tête pour recevoir de la main du bouvier assis sur son trépied (lou trubés), de petits paquets de paille broyée ou d'autre fourrage dans chacun desquels il enferme à mesure un petit peu de son et qu'il pousse un à un dans leur bouche, durant des heures entières".

## Étymologie
Du latin finestra (fenêtre) > frinèsta (métathèse du "r") > frièsta (chute du "n" intervocalique) > hrièsta (passage de "f" à "h") > ahrièsta (ajout d'un "a" prothétique) + latin -onem (suffixe diminutif) = ahrieston > ahriston (chute du "e" qui n'est plus accentué).